# Giro Next Gen
Il Giro Next Gen (ex Giro d'Italia Giovani Under 23) è una corsa a tappe maschile di ciclismo su strada, che si svolge annualmente in Italia dedicato ad atleti con meno di 23 anni del ciclismo internazionale.

## Storia

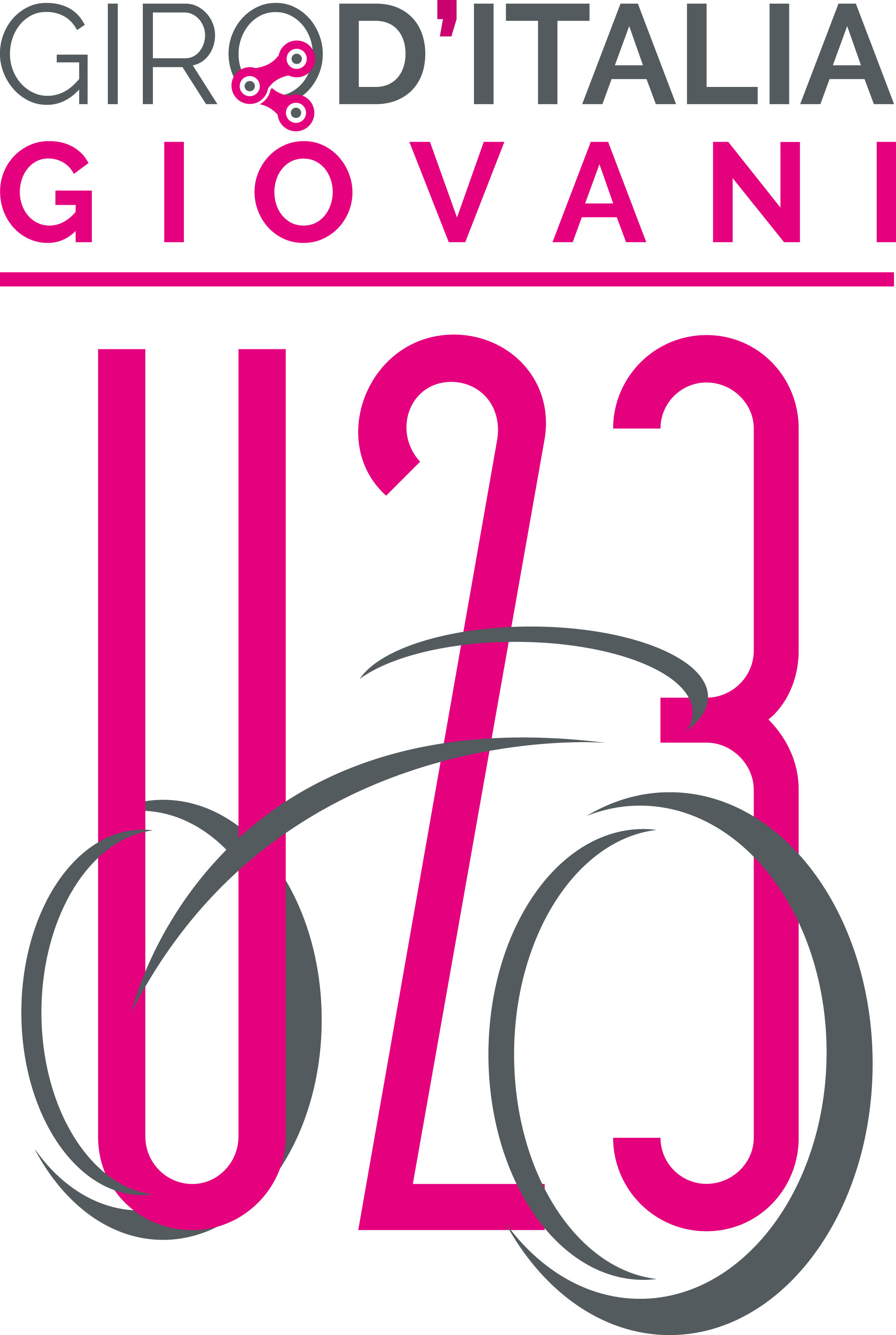
Logo in uso tra il 2018 e il 2022

Nato nel 1970 come Giro d'Italia per la categoria dilettanti, è poi divenuto manifestazione per ciclisti Under-27. Con la nascita dei circuiti continentali, dal 2006 al 2012 ha fatto parte dell'UCI Europe Tour come gara di classe 2.2. Nel 2017 la manifestazione è stata rilanciata, dopo un'interruzione di cinque anni, come gara per ciclisti Under-23, classificata 2.2U nel circuito UCI Europe Tour (fatta eccezione nel 2021 perché classificata 2.2) e organizzata dalla società romagnola Nuova Ciclistica Placci 2013. Dal 2023 la corsa è passata sotto il controllo di RCS Sport, già organizzatrice del Giro d'Italia per professionisti.
Nelle 48 edizioni disputate, nessun ciclista è riuscito ad aggiudicarsi la corsa per più di una volta.

## Albo d'oro
Aggiornato all'edizione 2025.
| Anno                           | Vincitore                | Secondo                    | Terzo               |
| Giro d'Italia dilettanti       |                          |                            |                     |
| ------------------------------ | ------------------------ | -------------------------- | ------------------- |
| 1970                           | Giancarlo Bellini        | Armando Topi               | Mario Giaccone      |
| 1971                           | Francesco Moser          | Giuseppe Perletto          | Jean-Pierre Guitard |
| 1972                           | Giovanni Battaglin       | Walter Riccomi             | Giampaolo Flamini   |
| 1973                           | Gianbattista Baronchelli | Giovanni Martella          | Bernard Bourreau    |
| 1974                           | Leone Pizzini            | Gonzalo Marín              | Norberto Cáceres    |
| 1975                           | Ruggero Gialdini         | Amilcare Sgalbazzi         | Franco Conti        |
| 1976                           | Franco Conti             | Roberto Ceruti             | Giovanni Fedrigo    |
| 1977                           | Claudio Corti            | Alf Segersäll              | Luciano Donati      |
| 1978                           | Fausto Stiz              | Alessandro Pozzi           | Giovanni Fedrigo    |
| 1979                           | Alf Segersäll            | Fiorenzo Aliverti          | Giovanni Fedrigo    |
| 1980                           | Giovanni Fedrigo         | Alessandro Paganessi       | Emanuele Bombini    |
| 1981                           | Sergej Voronin           | Sergej Kadacki             | Giovanni Fedrigo    |
| 1982                           | Francesco Cesarini       | Carlos Julio Siachoque     | Roberto Cugole      |
| 1983                           | Vladimir Voločin         | Federico Longo             | Viktor Demidenko    |
| 1984                           | Pëtr Ugrjumov            | Sergej Gavrilko            | Stefano Colagè      |
| 1985                           | Sergej Uslamin           | Ludek Styks                | Gianni Bugno        |
| 1986                           | Aleksandr Krasnov        | Massimo Podenzana          | Stefano Bianchini   |
| 1987                           | non disputato            | non disputato              | non disputato       |
| 1988                           | Dmitrij Konyšev          | Volodymyr Pulnikov         | Pëtr Ugrjumov       |
| 1989                           | Andrej Teterjuk          | Stefano Zanini             | Stefano Cattai      |
| 1990                           | Wladimir Belli           | Ivan Gotti                 | Marco Pantani       |
| 1991                           | Francesco Casagrande     | Marco Pantani              | Giuseppe Guerini    |
| 1992                           | Marco Pantani            | Vincenzo Galati            | Andrea Noè          |
| 1993                           | Gilberto Simoni          | Marco Milesi               | Michele Poser       |
| 1994                           | Leonardo Piepoli         | Ruggero Borghi             | Francesco Secchiari |
| 1995                           | Giuseppe Di Grande       | Daniele Sgnaolin           | Marco Fincato       |
| 1996                           | Roberto Sgambelluri      | Filippo Baldo              | Oscar Mason         |
| 1997                           | Oscar Mason              | Filippo Baldo              | Ruslan Ivanov       |
| 1998                           | Danilo Di Luca           | Massimo Cigana             | Paolo Tiralongo     |
| 1999                           | Tadej Valjavec           | Angelo Lopeboselli         | Fabio Marchesin     |
| 2000                           | Raffaele Ferrara         | Franco Pellizotti          | Renzo Mazzoleni     |
| 2001                           | Davide Frattini          | Andris Reiss               | Denis Bondarenko    |
| 2002                           | Giuseppe Muraglia        | Joseba Albizu              | Scott Davis         |
| 2003                           | Dainius Kairelis         | Paolo Bailetti             | Daniele Masolino    |
| 2004                           | Marco Marzano            | Alessandro Bertuola        | Domenico Pozzovivo  |
| 2005                           | non disputato            | non disputato              | non disputato       |
| Baby Giro                      |                          |                            |                     |
| 2006                           | Dario Cataldo            | Dmytro Hrabovs'kyj         | Matthew Lloyd       |
| 2007-2008                      | non disputato            | non disputato              | non disputato       |
| Girobio                        |                          |                            |                     |
| 2009                           | Cayetano Sarmiento       | Manuele Caddeo             | Peter Kennaugh      |
| 2010                           | Carlos Alberto Betancur  | Edward Beltrán             | Antonio Santoro     |
| 2011                           | Mattia Cattaneo          | Winner Anacona             | Stefano Agostini    |
| 2012                           | Joseph Dombrowski        | Fabio Aru                  | Pierre Paolo Penasa |
| 2013-2016                      | non disputato            | non disputato              | non disputato       |
| Giro d'Italia Under-23         |                          |                            |                     |
| 2017                           | Pavel Sivakov            | Lucas Hamilton             | Jai Hindley         |
| Giro d'Italia Giovani Under-23 |                          |                            |                     |
| 2018                           | Aleksandr Vlasov         | João Almeida               | Robert Stannard     |
| 2019                           | Andrés Camilo Ardila     | Einer Rubio                | Juan Diego Alba     |
| 2020                           | Thomas Pidcock           | Henri Vandenabeele         | Kevin Colleoni      |
| 2021                           | Juan Ayuso               | Tobias Halland Johannessen | Henri Vandenabeele  |
| 2022                           | Leo Hayter               | Lennert Van Eetvelt        | Lenny Martinez      |
| Giro Next Gen                  |                          |                            |                     |
| 2023                           | Johannes Staune-Mittet   | Darren Rafferty            | Hannes Wilksch      |
| 2024                           | Jarno Widar              | Pablo Torres               | Pau Marti           |
| 2025                           | Jakob Omrzel             | Luke Tuckwell              | Pavel Novák         |